# El Astillero
El Astillero település Spanyolországban, Kantábria autonóm közösségben. El Astillero Camargo, Piélagos, Villaescusa és Medio Cudeyo községekkel határos. Lakosainak száma 18 467 fő (2024).

## Népesség
A település népessége az elmúlt években az alábbi módon változott:
| Lakosok száma | 13 798 | 15 424 | 16 393 | 17 360 | 17 938 | 18 282 | 18 120 | 18 111 | 18 153 | 18 467 |
|               | 2001   | 2004   | 2007   | 2009   | 2012   | 2014   | 2017   | 2019   | 2022   | 2024   |